# Archidiocèse de Khartoum
L’archidiocèse de Khartoum (en latin : archidioecesis Khartumensis) est une église particulière de l'Église catholique au Soudan. Créé comme vicariat apostolique pour toute la région de l’Afrique centrale en 1846 et confié en 1872 aux missionnaires comboniens, il devient archidiocèse métropolitain en 1974 lorsque la hiérarchie catholique est érigée au Soudan.

## Territoire
L'archidiocèse de Khartoum couvre la partie nord-orientale du Soudan. Il comprend les régions et districts de Nil Bleu, Sannar, Nil Blanc, Al Jazirah, Al Qadarif, Khartoum, Kassala, Mer Rouge, Nil et Nord.

## Suffragant et province ecclésiastique
Le seul diocèse d’El Obeid lui est suffragant.

## Histoire
Le vicariat apostolique d’Afrique centrale est érigé le 3 avril 1846 dans ce qui est alors un territoire vierge de toute structure ecclésiastique catholique. C’est l’époque du grand essor des missions catholiques en Afrique noire. Le territoire est confié aux missionnaires comboniens, institut missionnaire italien fondé par Daniel Comboni (1831-1881).
Le 27 octobre 1880 une large partie méridionale du vaste territoire est séparée pour former le vicariat apostolique de Nyanza (qui deviendra plus tard l’archidiocèse de Kampala, en Ouganda).
Le 30 mai 1913 la préfecture apostolique de Bahr el-Ghazal (aujourd’hui diocèse de Wau) est érigée, séparant le Soudan du Sud (de population noire) du Nord (arabes). Khartoum devient alors ‘Vicariat apostolique de Khartoum’. D’autres divisions, au fil du développement du travail d’évangélisation, sont faites en 1933, 1942, 1947 et 1960.
Le 12 décembre 1974, les structures ecclésiastiques de l’Église catholique sont fixées au Soudan par Paul VI (bulle ‘Cum in Sudania’) et Khartoum devient archidiocèse métropolitain, avec El Obeid (créé en 1974) comme suffragant.

## Ordinaires

### Vicaires apostoliques d’Afrique centrale (1846-1974)
- 1846-1847 : Annetto Casolani
- 1847-1848 : Maximilien Ryllo, pro-vicaire
- 1872-1881 : saint Daniel Comboni MCCI
- 1882-1895 : Francesco Sogaro, MCCI
- 1895-1902 : Antonio Maria Roveggio, MCCI
- 1903-1922 : Franz Xaver Geyer, MCCI
- 1924-1930 : Paolo Tranquillo Silvestri, MCCI
- 1930-1953 : Francesco Saverio Bini, MCCI
- 1953-1974 : Agostino Baroni, MCCI

### Archevêques de Khartoum (depuis 1974)
- 1974-1981 : Agostino Baroni, MCCI
- 1981-2016 : Gabriel Zubeir Wako, créé cardinal en 2003
- depuis le 10 décembre 2016: Michael Didi Adgum Mangoria